# Zawrat Kokawski

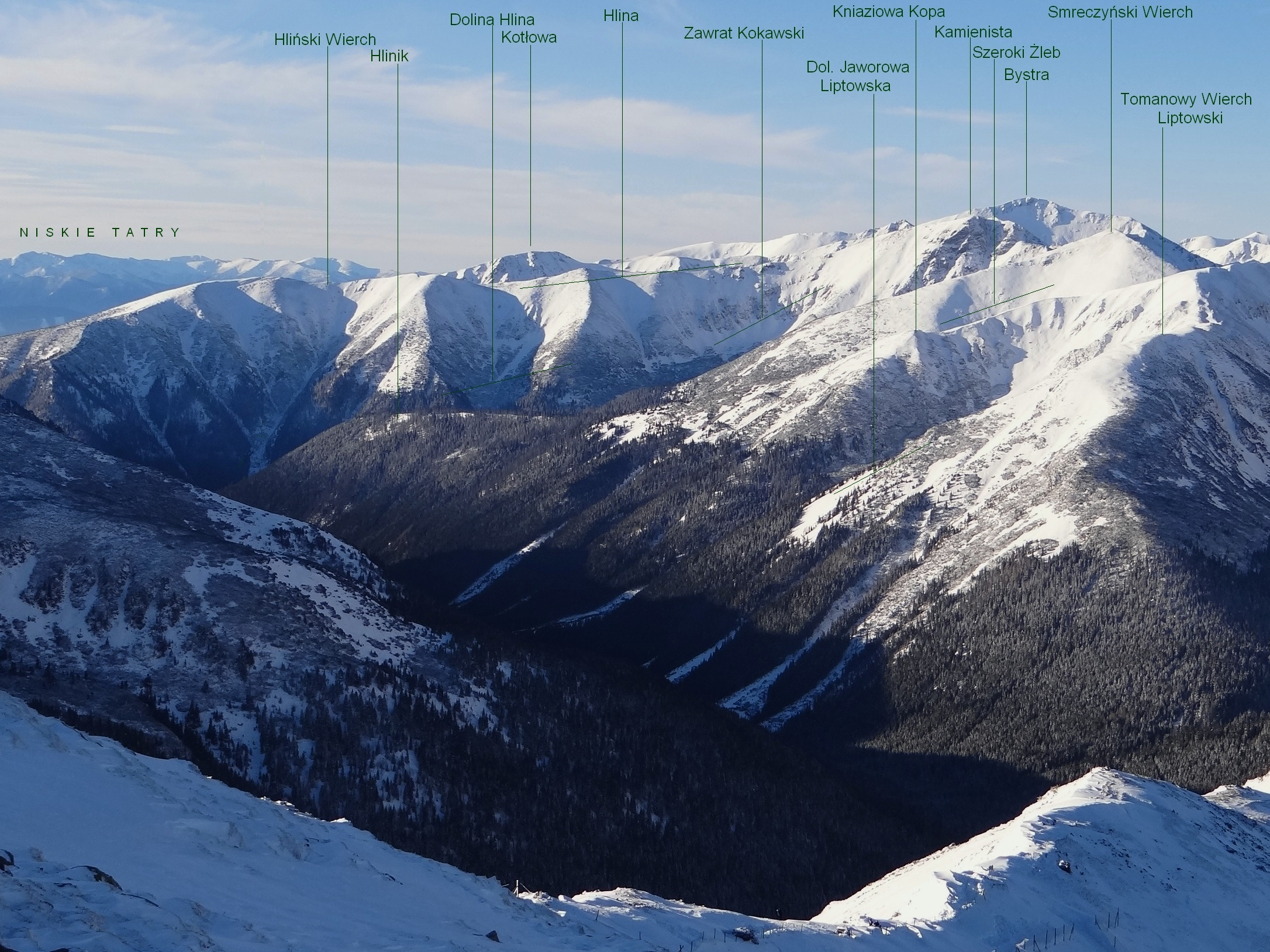
Widok z Kasprowego Wierchu

Zawrat Kokawski (słow. Závratský jarok) – górna, orograficznie prawa odnoga doliny Hliny w słowackich Tatrach Zachodnich.
Podchodzi pod główną grań Tatr Zachodnich na odcinku od Kamienistej (2121 m) przez Hlińską Przełęcz (1907 m) po Smreczyński Wierch (2066 m). Orograficznie lewe zbocza tworzy południowy grzbiet Smreczyńskiego Wierchu, prawe opadająca od Kamienistej w południowo-wschodnim kierunku górna część grzbietu Hlina. Polska nazwa pochodzi od słowackiej miejscowości Kokawa, która dawniej w Dolinie Cichej wypasała swoje owce i bydło. Jednak ani słowacka nazwa podana przez Wielką encyklopedię tatrzańską (Závratský jarok), ani  nazwa na słowackiej mapie (Hlinský žľab) nie nawiązują do tej miejscowości.
Zawrat Kokawski ma lejkowaty kształt i jest krótszy, ale szerszy od Szerokiego Żlebu – drugiej odnogi doliny Hliny. Odnogi te oddziela od siebie południowy grzbiet Smreczyńskiego Wierchu. Poniżej niego, w miejscu, w którym łączą się obydwie odnogi (na Rówience pod Hlinikiem), stał dawniej szałas pasterzy z Wychodnej. Paśli oni tutaj owce jeszcze do roku 1953. W czasie II wojny światowej istniały tu bunkry partyzantów z oddziału „Vysoké Tatry”.
Dolną części Zawratu Kokawskiego spływa Mały Hliński Potok uchodzący do Wielkiego Hlińskiego Potoku. Stoki są piarżysto-trawiaste, a po zniesieniu pasterstwa stopniowo od dołu zarastające kosodrzewiną. Zimą spod Hlińskiej Przełęczy oraz zboczy grzbietu Hlina schodzą lawiny. Turystycznie Zawrat Kokawski jest niedostępny.